# Serpula ficosa
Espèce
Serpula ficosa est une espèce éteinte de ver polychète tubicole marin de la famille des Serpulidae.

## Description
Il s'agit d'une serpule présente dans les faluns de Bretagne et de Touraine. Il n'est pas rare de la retrouver s'encroûter dans n'importe quel objet, qu'il soit minéral ou biologique. Les formes biologiques peuvent être par exemple des balanes, ou des bivalves. Il s'agit de très bons indicateurs taphonomiques ce qui signifie que l'objet a certainement été enfoui après une longue phase d'exposition sur le fond (alors que l'individu encroûté est mort).
Dans sa description originale, l'auteur indique que le diamètre du tube est de 1,5 mm sans préciser sa longueur. Le spécimen type a été découvert à Thenay près de Pontlevoy dans le Loir-et-Cher.

## Publication originale
- Rovereto, 1904 : Studi monografici sugli Anellidi fossili I. Terziario. pp. 1-75 in Canavari : Palaeontographia Italica (texte intégral) (it).